# Murolimdżon Achmedow
Murolimdżon Murodiłdżonowicz Achmedow (kirg. Муролимжон Муродилжонович Ахмедов; ur. 5 stycznia 1992) – kirgiski piłkarz grający na pozycji pomocnika. Jest wychowankiem klubu Ałaj Osz.

## Kariera piłkarska
Swoją karierę piłkarską Achmedow rozpoczął w klubie Ałaj Osz, w którym w 2014 roku zadebiutował w pierwszej lidze kirgiskiej. W sezonach 2015, 2016 i 2017 wywalczył z Ałajem trzy mistrzostwa Kirgistanu.

## Kariera reprezentacyjna
W reprezentacji Kirgistanu Achmedow zadebiutował 13 czerwca 2017 w przegranym 0:1 meczu eliminacji do Pucharu Azji 2019 z Indiami. W 2019 roku powołano go do kadry na Puchar Azji.